# Bas Peters
Bas Peters, né le 14 mai 1976, est un cycliste néerlandais spécialiste du VTT cross-country.

## Palmarès

### Championnats du monde

#### Marathon
- 4e en 2003